# XeTeX
XeTeX (wymowa IPA: /ˈziːtɛx/) – program komputerowy

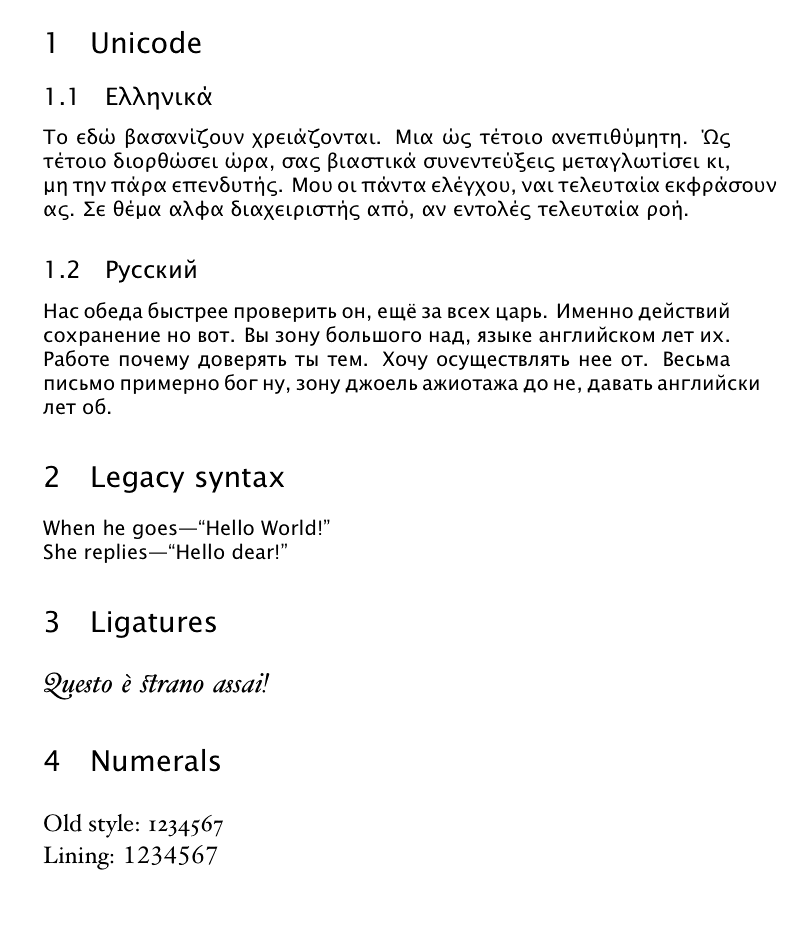
Przykładowy dokument prezentujący możliwości renderowania różnorodnych czcionek w XeTeX.

będący wariantem TeX-a. Umożliwia korzystanie ze standardu Unicode oraz fontów komputerowych
we współczesnych formatach, takich jak OpenType
oraz AAT. Twórcą XeTeX-a jest Jonathan Kew.
Wstępne wersje XeTeX-a były dostępne tylko na platformie
Mac OS X. Wersje programu na platformę Linux i Windows pojawiły się w 2006 r.
Odtąd XeTeX jest dołączany do współczesnych dystrybucji TeX-a, takich jak: TeX Live, MikTeX (od wersji 2.7), MacTeX.
Dostępny jest także w postaci pakietów instalacyjnych w wielu dystrybucjach Linuksa
(SUSE, Ubuntu).
XeTeX produkuje pliki w pośrednim formacie xdv (extended dvi) które następnie przekształcane są do formatu wynikowego PDF przez konwerter xdvipdfmx.
Wraz z XeTeXem można używać zestawów makr LaTeX oraz ConTeXt.